# Gartenberatung
Gartenberatung – als Beratung bei Anlage und Unterhaltung eines Gartens – wird von unterschiedlichen Dienstleistern der "grünen Branche" angeboten, zum Beispiel von Landschaftsgärtnern oder Landschaftsarchitekten. Aber auch Fachberater in Gartencentern oder Gärtnereien beraten ihre Kunden in Fragen des privaten Gartens. Dazu kommt ein gleichnamiger Service von Städten, Landwirtschaftskammern, landwirtschaftlichen Beratungsstellen, Gartenakademien und anderen Behörden oder öffentlichen Einrichtungen.
Die Leistung ist nicht durch ein klar definiertes Berufs- und Tätigkeitsbild bestimmt. Unter dem Stichwort "Gartenberatung" werden Hilfestellungen für Düngung und Pflanzenschutz ebenso zusammengefasst, wie die zumeist kostenlosen Akquisegespräche des Landschaftsgärtners.
Ein unabhängiger Gartenberater hat in der Regel Landschaftsplanung/Landespflege/Landschaftsarchitektur studiert und arbeitet unabhängig auf Honorarbasis. Gartenberater sind also in der Regel Landschaftsarchitekten oder Diplomingenieure der Landschaftsarchitektur. Gärtnermeister oder Gartenbau-Techniker (neue Berufsbezeichnung in NRW: Agrar-Betriebswirt) aus der Fachsparte des Garten- und Landschaftsbaues mit spezieller Schulung und Erfahrung sind ebenso in der Lage, qualifizierte Gartenberatung anzubieten. Der Arbeitsschwerpunkt des  Gartenberaters liegt auf der Gestaltungsberatung für private Gartenbesitzer. Sie ist nur dann als eigenständige Leistung zu bezeichnen, wenn sie unabhängig von Produkten und Dienstleistungen ist.
Gartenberatung kann als Einstiegsdienstleistung in die Landschaftsarchitektur verstanden werden und hilft Gartenbesitzern, die Hemmschwelle zu einem Landschaftsarchitekten abzubauen. Neben Gartenplanung und Gartengestaltung (Ausführung/Garten- und Landschaftsbau) kann Gartenberatung als dritte Dienstleistung im privaten Garten bezeichnet werden.